# Carico non lineare
Un carico nell'ingegneria strutturale è un sistema di forze applicate che possono originare una deformazione e conseguente stato di sollecitazione in una struttura.
Il carico non lineare è un sistema di forze distribuite che gravano in maniera non uniforme, su una lunghezza o su un'area, su di una struttura.
La variazione può essere compresa in un unico tratto di tipo parabolico (di grado 2 o superiore), o suddivisa in più intervalli. Le complicazioni nel calcolo talvolta spingono il progettista a semplificare l'analisi, linearizzando le equazioni dei carichi, senza che questo comporti di solito eccessivi errori nella successiva analisi strutturale.
Si misura, a seconda dei casi, in newton, in pascal, e con i relativi multipli e sottomultipli.